# 陸淞
陸淞（1466年—1524年），字文東，號東濱，浙江嘉興府平湖縣人，竈籍，明朝政治人物。

## 生平
弘治二年（1489年）己酉科浙江鄉試第一名舉人，弘治三年（1490年）聯捷庚戌科三甲四十名進士。歷官禮部郎中，正德五年（1510年）四月升光祿寺少卿，十三年（1518年）五月升南京鴻臚寺卿，十六年（1521年）五月御史李鎮劾奏其衰年抱疾，曠職素餐，令致仕。嘉靖二年（1523年）四月升南京光祿寺卿，三年（1524年）四月以給事中黃仁山等論其久病重聽，自陳乞休。嘉靖三年四月卒，年五十九。
墓在上海嘉定区南翔镇古猗园西部的信一化工厂内，1961年3月建造厂房时发现，为当地陆氏祖坟。此处共有10多座墓葬，皆为糯米浆三合土浇筑石板砖室墓，多数被破坏，只有两座墓保存比较完整。一座出土陆东滨墓志铭1合，为陆东滨夫妇合葬墓。另一座出土陆思轩、葛氏墓志铭各1合，确定为陆思轩夫妇合葬墓。

## 家族
曾祖陸宗秀，義民；祖父陸珪，義官；父陸鋹，監生。母曹氏。重慶下。兄陸溥（監生）、陸淵、陸濟、陸淳、陸洪、陸濰，弟陸沂、陸淮、陸浩、陸瀚。